# Augusto Marques Pinto
Augusto Marques Pinto (Porto, 1838, 1888) fou un violinista i compositor portuguès.
Va ser primer violí en l'orquestra Teatro Nacional São João de la seva ciutat natal i de diverses orquestres importants i va donar concerts en unió d'eminents pianistes, com el que executà a Porto el 1863 amb el pianista Óscar de la Cinna, sent sempre molt aplaudit. Fou un dels fundadors de la Societat de Quartets de la que després en sorgí l'Orpheon Portuense.
Com a compositor se li deuen les operetes Um milagre a beira mar i North Bull o explorador, diverses obres per a violí i piano, fantasies sobre cants populars portuguesos, etc.
Se li deuen, a més, un Methedo de violino.